# 거친털쥐
거친털쥐(Neacomys spinosus)는 비단털쥐과 거친털쥐속에 속하는 설치류이다. 볼리비아와 브라질, 콜롬비아, 에콰도르, 페루에서 발견되며, 저지대 숲과 개활지 사이의 천이 지대에서 주로 서식한다. 먹이는 곤충과 씨앗, 과일로 이루어져 있다.